# Blaž Zingiesser
Blaž Zingiesser, slovenski livar, * (?), † okoli leta 1543, Ljubljana.

## Življenje in delo
Blaž Zingiesser kositrar in livar, rojen neznano kdaj in kje, umrl okoli 1543 v Ljubljani (28. marca 1544 omenjen kot pokojni). 25. julija 1536 je bil izvoljen v ljubljanski zunanji mestni svet in ponovno 1537. Prvič je izpričan kot livar v sodnem zapisniku 28. januarja 1541, ko ga je zaradi treh neplačanih dobav bakra tožil trgovec in bivši ljubljanski župan Janez Weilhammer. Delavnico je imel v Ljubljani na Rebri, hišo pa na današnjem Starem trgu št. 8. Po stroki je bil kositrar in je glede na priimek morda izviral iz stare kositrarske družine. Ker je njegov naslednik Lenart Giesser (poročil je Zingiesserjevo vdovo Uršulo) vlival tudi topove in zvonove, je mogoče, da je isto delal že Zingiesser, čeprav njegovi izdelki doslej niso ugotovljeni, medtem ko se Giesserjevi najdejo ne le v Ljubljani, marveč tudi na Hrvaškem.